# Киргизстан на літніх Олімпійських іграх 2020
Киргизстан взяв участь у літніх Олімпійських іграх 2020 року в Токіо. Спочатку планувалося проведення з 24 липня до 9 серпня 2020 року, Ігри були перенесені на 23 липня до 8 серпня 2021 року через пандемію COVID-19.  Це вже сьомий поспіль виступ країни на літніх Олімпійських іграх у пострадянську епоху.

## Медалісти
| Медаль | Спортсмен           | Вид спорту | Дисципліна                                 | Дата     |
| ------ | ------------------- | ---------- | ------------------------------------------ | -------- |
| Срібло | Акжол Махмудов      | Боротьба   | Греко-римська боротьба, чоловіки, до 77 кг | 3 серпня |
| Срібло | Айсулуу Тинибекова  | Боротьба   | Вільна боротьба, жінки, до 62 кг           | 4 серпня |
| Бронза | Меерім Жуманазарова | Боротьба   | Вільна боротьба, жінки, до 68 кг           | 3 серпня |

| Вид спорту | 1 | 2 | 3 | Усього |
| Боротьба   | 0 | 2 | 1 | 3      |
| Усього     | 0 | 2 | 1 | 3      |

| Медалі за датою | Медалі за датою | Медалі за датою | Медалі за датою | Медалі за датою | Медалі за датою |
| --------------- | --------------- | --------------- | --------------- | --------------- | --------------- |
| Дата            | 1               | 2               | 3               | Усього          |                 |
| 3 серпня        | 0               | 1               | 1               | 2               |                 |
| 4 серпня        | 0               | 1               | 0               | 1               |                 |
| Усього          | 0               | 2               | 1               | 3               |                 |

## Спортсмени
Далі наводиться список кількості учасників Ігор.
| Вид спорту     | Чоловіки | Жінки | Усього |
| -------------- | -------- | ----- | ------ |
| Легка атлетика | 1        | 2     | 3      |
| Фехтування     | 1        | 0     | 1      |
| Дзюдо          | 1        | 0     | 1      |
| Стрільба       | 0        | 1     | 1      |
| Плавання       | 1        | 0     | 1      |
| Важка атлетика | 1        | 0     | 1      |
| Боротьба       | 6        | 3     | 9      |
| Усього         | 11       | 6     | 17     |

## Легка атлетика
Киргизькі спортсмени досягли стандартів участі або за часом кваліфікації, або за світовим рейтингом у наступних легкоатлетичних змаганнях (з максимум трьома спортсменами в кожній події):  
Легенда
- Note —  для трекових дисциплін місце вказане лише для забігу, в якому взяв участь спортсмен
- Q = Кваліфікований для наступного раунду
- q = Кваліфікований на наступний раунд за добором; для трекових дисциплін, хто був найшвидшим, але програв, для технічних дисциплін — за місцем без досягнення кваліфікаційної мети
- NR = Національний рекорд
- N/A (Не застосовується) = Раунд не застосовується до події
- Bye = Спортсмену не потрібно брати участь у раунді

Трек і дорожні дисципліни
| Спортсмен            | Дисципліна              | Попередній забіг | Попередній забіг | Фінал            | Фінал            |
| Спортсмен            | Дисципліна              | Результат        | Місце            | Результат        | Місце            |
| -------------------- | ----------------------- | ---------------- | ---------------- | ---------------- | ---------------- |
| Нурсултан Кенешбеков | 5000 м, чоловіки        | 14:07.79         | 18               | Завершив виступи | Завершив виступи |
| Дар'я Маслова        | Марафонський біг, жінки | Н/Д              | Н/Д              | 2:35:35          | 36               |

## Фехтування
Киргизстан вперше з 2008 року взяв участь в олімпійських змаганнях. Роман Петров претендував на місце в чоловічому фехтуванні, вигравши фінальний матч у зональному кваліфікаційному матчі Азії та Океанії в Ташкенті (Узбекистан). 
| Спортсмен    | Дисципліна                    | 1/32 фіналу      | 1/16 фіналу          | 1/8 фіналу       | Чвертьфінал      | Півфінал         | Фінал / БМ       | Фінал / БМ      |
| Спортсмен    | Дисципліна                    | Суперник Рахунок | Суперник Рахунок     | Суперник Рахунок | Суперник Рахунок | Суперник Рахунок | Суперник Рахунок | Місце           |
| ------------ | ----------------------------- | ---------------- | -------------------- | ---------------- | ---------------- | ---------------- | ---------------- | --------------- |
| Роман Петров | Індивідуальна шпага, чоловіки | Ма (KOR) W 15–7  | Масару (JPN) L 13–15 | Завершив виступ  | Завершив виступ  | Завершив виступ  | Завершив виступ  | Завершив виступ |

## Дзюдо
Киргизстан представив одного чоловіка-дзюдоїста на Олімпійському турнірі на основі індивідуального рейтингу Олімпійських ігор Міжнародної федерації дзюдо. 
| Спортсмен        | Категорія          | 1/32 фіналу        | 1/16 фіналу             | 1/8 фіналу         | Чвертьфінал        | Півфінал           | Втішний поєдинок   | Фінал / БМ         | Фінал / БМ      |
| Спортсмен        | Категорія          | Суперник Результат | Суперник Результат      | Суперник Результат | Суперник Результат | Суперник Результат | Суперник Результат | Суперник Результат | Місце           |
| ---------------- | ------------------ | ------------------ | ----------------------- | ------------------ | ------------------ | ------------------ | ------------------ | ------------------ | --------------- |
| Володимир Золоєв | Чоловіки, до 81 кг | не брав участі     | Хубецов (ROC) L 003–101 | Завершив виступ    | Завершив виступ    | Завершив виступ    | Завершив виступ    | Завершив виступ    | Завершив виступ |

## Стрільба
Киргизстан представив одного стрільця.
| Спортсмен             | Дисципліна                        | Кваліфікація | Кваліфікація | Фінал            | Фінал            |
| Спортсмен             | Дисципліна                        | Результат    | Місце        | Результат        | Місце            |
| --------------------- | --------------------------------- | ------------ | ------------ | ---------------- | ---------------- |
| Каникей Кубаничбекова | Жінки, пневматична гвинтівка 10 м | 612.8        | 48           | Завершила виступ | Завершила виступ |

## Плавання
Киргизькі плавці досягли кваліфікаційних стандартів у наступних змаганнях (максимум до 2 плавців у кожній події в Олімпійський кваліфікаційний час (OQT) і потенційно 1 в Олімпійський час відбору (OST)):  
| Спортсмен      | Дисципліна             | Попередній заплив | Попередній заплив | Півфінал        | Півфінал        | Фінал           | Фінал           |
| Спортсмен      | Дисципліна             | Час               | Місце             | Час             | Місце           | Час             | Місце           |
| -------------- | ---------------------- | ----------------- | ----------------- | --------------- | --------------- | --------------- | --------------- |
| Денис Петрашов | Чоловіки, 100 м брасом | 1:00.23           | 27                | Завершив виступ | Завершив виступ | Завершив виступ | Завершив виступ |
| Денис Петрашов | Чоловіки, 200 м брасом | 2:10.07           | 18                | Завершив виступ | Завершив виступ | Завершив виступ | Завершив виступ |

## Важка атлетика
Від Киргизстану взяв участь один важкоатлет на олімпійських змаганнях. Бекдолут Расулбеков очолив список важкоатлетів з Азії у категорії до 96 кг серед чоловіків на основі абсолютного континентального рейтингу IWF.
| Спортсмен           | Категорія          | Ривок     | Ривок | Поштовх   | Поштовх | Усього | Місце |
| Спортсмен           | Категорія          | Результат | Місце | Результат | Місце   | Усього | Місце |
| ------------------- | ------------------ | --------- | ----- | --------- | ------- | ------ | ----- |
| Бекдолут Расулбеков | Чоловіки, до 96 кг | 166       | 8     | 208       | 5       | 374    | 6     |

## Боротьба
Киргизстан кваліфікував дев'ять борців для кожного з наступних класів до участі в олімпійських змаганнях. Двоє з них фінішували серед шести найкращих, забронювавши олімпійські місця у греко-римській категорії чоловіків 87 кг та жіночий вільний стиль 62 кг на Чемпіонаті світу 2019 року, тоді як сім додаткових ліцензій отримали киргизькі борці, які пройшли до двох найкращих фіналів у своїх вагових категоріях на Азійському кваліфікаційному турнірі 2021 року в Алмати, Казахстан.  

Легенда:
- VT (рейтингові бали: 5–0 або 0–5) -  Перемога на туше.
- VB (рейтингові бали: 5–0 або 0–5) - Перемога через травму (VF за втрату, VA за вилучення або дискваліфікацію)
- PP (рейтингові бали: 3–1 або 1–3) - Рішення за балами - переможений з технічними балами.
- PO (рейтингові бали: 3–0 або 0–3) - Рішення за балами - переможений без технічних балів.
- ST (рейтингові бали: 4–0 або 0–4) - Велика перевага - переможений без технічних балів та перемогою щонайменше 8 (греко-римський) або 10 (вільний стиль) балів.
- SP (рейтингові бали: 4–1 або 1–4) - Технічна перевага - переможений з технічними балами та перемогою принаймні 8 (греко-римський) або 10 (вільний стиль) балів.

Вільний стиль, чоловіки
| Спортсмен          | Категорія | 1/8 фіналу              | Чвертьфінал        | Півфінал           | Втішний поєдинок   | Фінал / БМ         | Фінал / БМ |
| Спортсмен          | Категорія | Суперник Результат      | Суперник Результат | Суперник Результат | Суперник Результат | Суперник Результат | Місце      |
| ------------------ | --------- | ----------------------- | ------------------ | ------------------ | ------------------ | ------------------ | ---------- |
| Ерназар Акматалієв | до 65 кг  | Пунія (IND) L 1–3 PP    | Завершив змагання  | Завершив змагання  | Завершив змагання  | Завершив змагання  | 11         |
| Аяал Лазарев       | до 125 кг | Стівесон (USA) L 0–4 ST | Завершив змагання  | Завершив змагання  | Акгюль (TUR) L 0–4 | Завершив змагання  | 7          |

Греко-римська боротьба, чоловіки
| Спортсмен           | Категорія | 1/8 фіналу            | Чвертьфінал          | Півфінал           | Втішний поєдинок       | Фінал / БМ         | Фінал / БМ |
| Спортсмен           | Категорія | Суперник Результат    | Суперник Результат   | Суперник Результат | Суперник Результат     | Суперник Результат | Місце      |
| ------------------- | --------- | --------------------- | -------------------- | ------------------ | ---------------------- | ------------------ | ---------- |
| Жоламан Шаршенбеков | до 60 кг  | Айнагулов (KAZ) W 8-0 | Чобану (MDA) L 0-8   | Завершив виступи   | Завершив виступи       | Завершив виступи   | 7          |
| Акжол Махмудов      | до 77 кг  | Маафі (TUN) W 11-0    | Гусейнов (AZE) W 9-1 | Чалян (ARM) W 6-2  | Н/Д                    | Лерінц (HUN) L 1–2 | 2          |
| Атабек Азісбеков    | до 87 кг  | Лерінц (HUN) L 1–6    | Завершив змагання    | Завершив змагання  | Кудла (GER) L 1–4 SP   | Завершив змагання  | 10         |
| Узур Джузупбеков    | до 97 кг  | Алексанян (ARM) L 1–4 | Завершив змагання    | Завершив змагання  | Саволайнен (FIN) L 1–4 | Завершив змагання  | 10         |

Вільний стиль, жінки
| Спортсмен           | Категорія | 1/8 фіналу             | Чвертьфінал            | Півфінал               | Втішний поєдинок     | Фінал / БМ            | Фінал / БМ |
| Спортсмен           | Категорія | Суперник Результат     | Суперник Результат     | Суперник Результат     | Суперник Результат   | Суперник Результат    | Місце      |
| ------------------- | --------- | ---------------------- | ---------------------- | ---------------------- | -------------------- | --------------------- | ---------- |
| Айсулуу Тинибекова  | до 62 кг  | Григор'єва (LAT) W 8–0 | Інце (ROU) W 6F–0      | Коляденко (UKR) W 10–0 | Н/Д                  | Кавай (JPN) L 1–3 PP  | 2          |
| Меерім Жуманазарова | до 68 кг  | Христова (BUL) W 7–5   | Оборудуду (NGR) L 2–3  | Завершила змагання     | Манолова (AZE) W 4–1 | Батцецег (MGL) W10F–1 | 3          |
| Айпері Медет Кизи   | до 76 кг  | Сиздикова (KAZ) W 8-1  | Воробйова (ROC) W 12-0 | Грей (USA) L 2-3       | Н/Д                  | Адар (TUR) L 0–4F     | 5          |